# روبرت كانليف
روبرت كانليف (8 نوفمبر 1973 - )  (بالإنجليزية: Robert Cunliffe)‏ هو لاعب كريكت بريطاني.